# Coupe Davis 2003
Pour un article plus général, voir Coupe Davis.
Navigation
Édition précédente Édition suivante
La Coupe Davis 2003 est la 92e édition de ce tournoi de tennis professionnel masculin par nations. Les rencontres se déroulent du 7 février au 30 novembre dans différents lieux.
L'Australie remporte un 28e saladier d'argent grâce à sa victoire en finale face à l'Espagne par trois victoires à une.

## Contexte
Le "Groupe Mondial" de l'édition 2003 de la Coupe Davis met aux prises 16 équipes sélectionnées en fonction de leurs résultats durant l'édition précédente :
- les nations ayant atteint les quarts de finale (1re ligne),
- les nations ayant remporté leur match de barrage (2e ligne).

| Groupe Mondial |             |                 |                 |                      |                |                |                 |
| Russie (V)     | France (F)  | États-Unis (DF) | Argentine (DF)  | Tchéquie (QF)        | Espagne (QF)   | Suède (QF)     | Croatie (QF)    |
| Pays-Bas (HF)  | Brésil (HF) | Suisse (HF)     | Roumanie (Gr I) | Grande-Bretagne (HF) | Allemagne (HF) | Australie (HF) | Belgique (Gr I) |

Le tournoi se déroule en parallèle dans les groupes inférieurs des zones continentales, avec pour enjeu d'accéder au groupe supérieur. Un total de 135 nations participent à la compétition :
- 16 dans le "Groupe Mondial",
- 28 dans la "Zone Amérique",
- 32 dans la "Zone Asie/Océanie",
- 59 dans la "Zone Afrique/Europe".

## Déroulement du tournoi
Comme d'habitude, les Australiens choisissent de jouer la finale à Melbourne, mais pas sur herbe. Ils préfèrent la Rod Laver Arena et sa surface synthétique. Lors de la cérémonie d'ouverture de la finale, l'organisation a utilisé un ancien hymne de la première république d'Espagne, Himno de Riego, provoquant alors un incident diplomatique entre l'Australie et l'Espagne, l'hymne officiel espagnol a été alors joué avant le premier match. En simple, ils s'appuient sur Lleyton Hewitt (ex-numéro 1 mondial) et Mark Philippoussis finaliste à Wimbledon cette année-là. Philipoussis apporte le point décisif le dimanche en battant Juan Carlos Ferrero (ex-numéro 1 mondial lui aussi) en cinq sets. Pourtant l'Australien souffrait d'un muscle pectoral mais les 14 000 spectateurs[réf. nécessaire] le portent. Les Australiens gagnent aussi le double grâce à la paire des deux vétérans Todd Woodbridge-Wayne Arthurs (trente-deux ans tous les deux). Woodbridge joue là sa 29e rencontre de Coupe Davis entre nations (record national, il devait finir à 32).
La demi-finale face à la Suisse du jeune Federer avait été très serrée, mais  Hewitt avait battu le futur numéro un mondial dans le match décisif après avoir perdu les deux premières manches.
Cette victoire finale marque la fin d'une période faste pour l'Australie qui avait joué quatre finales en cinq ans. La suite fut moins heureuse avec une descente en deuxième division en 2009.

## Résultats

### Groupe mondial
Les nations vaincues au 1er tour jouent leur maintien pour le groupe mondial lors du tour de barrage. Les autres sont directement qualifiées pour le groupe mondial 2004.

#### Tableau
Les nations numérotées sont les têtes de série, selon le classement de la fédération internationale de tennis au 23 septembre 2002.
|  | Huitièmes de finale 7 - 9 février           | Huitièmes de finale 7 - 9 février           |               |   | Quarts de finale 4 - 6 avril | Quarts de finale 4 - 6 avril |  |  | Demi-finales 19 - 21 septembre  | Demi-finales 19 - 21 septembre  |  |  | Finale 28 - 30 novembre           | Finale 28 - 30 novembre           |
|  | Huitièmes de finale 7 - 9 février           | Huitièmes de finale 7 - 9 février           |               |   | Quarts de finale 4 - 6 avril | Quarts de finale 4 - 6 avril |  |  | Demi-finales 19 - 21 septembre  | Demi-finales 19 - 21 septembre  |  |  | Finale 28 - 30 novembre           | Finale 28 - 30 novembre           |
|  |                                             |                                             |               |   |                              |                              |  |  |                                 |                                 |  |  |                                   |                                   |
|  | Bucarest, Roumanie (moquette int.)          | Bucarest, Roumanie (moquette int.)          |               |   | Toulouse, France (dur int.)  | Toulouse, France (dur int.)  |  |  | Melbourne, Australie (dur ext.) | Melbourne, Australie (dur ext.) |  |  | Melbourne, Australie (gazon ext.) | Melbourne, Australie (gazon ext.) |
|  | Bucarest, Roumanie (moquette int.)          | Bucarest, Roumanie (moquette int.)          |               |   | Toulouse, France (dur int.)  | Toulouse, France (dur int.)  |  |  | Melbourne, Australie (dur ext.) | Melbourne, Australie (dur ext.) |  |  | Melbourne, Australie (gazon ext.) | Melbourne, Australie (gazon ext.) |
|  | France (1)                                  | 4                                           |               |   | Toulouse, France (dur int.)  | Toulouse, France (dur int.)  |  |  | Melbourne, Australie (dur ext.) | Melbourne, Australie (dur ext.) |  |  | Melbourne, Australie (gazon ext.) | Melbourne, Australie (gazon ext.) |
|  | France (1)                                  | 4                                           |               |   | Toulouse, France (dur int.)  | Toulouse, France (dur int.)  |  |  | Melbourne, Australie (dur ext.) | Melbourne, Australie (dur ext.) |  |  | Melbourne, Australie (gazon ext.) | Melbourne, Australie (gazon ext.) |
|  | Roumanie                                    | 1                                           |               |   | Toulouse, France (dur int.)  | Toulouse, France (dur int.)  |  |  | Melbourne, Australie (dur ext.) | Melbourne, Australie (dur ext.) |  |  | Melbourne, Australie (gazon ext.) | Melbourne, Australie (gazon ext.) |
|  | Roumanie                                    | 1                                           | France (1)    | 2 |                              |                              |  |  | Melbourne, Australie (dur ext.) | Melbourne, Australie (dur ext.) |  |  | Melbourne, Australie (gazon ext.) | Melbourne, Australie (gazon ext.) |
|  | Arnhem, Pays-Bas (moquette int.)            |                                             | France (1)    | 2 |                              |                              |  |  | Melbourne, Australie (dur ext.) | Melbourne, Australie (dur ext.) |  |  | Melbourne, Australie (gazon ext.) | Melbourne, Australie (gazon ext.) |
|  |                                             | Suisse                                      | 3             |   |                              |                              |  |  | Melbourne, Australie (dur ext.) | Melbourne, Australie (dur ext.) |  |  | Melbourne, Australie (gazon ext.) | Melbourne, Australie (gazon ext.) |
|  | Pays-Bas (8)                                | Suisse                                      | 3             | 2 |                              |                              |  |  | Melbourne, Australie (dur ext.) | Melbourne, Australie (dur ext.) |  |  | Melbourne, Australie (gazon ext.) | Melbourne, Australie (gazon ext.) |
|  | Pays-Bas (8)                                | Malmö, Suède (dur int.)                     |               | 2 |                              |                              |  |  | Melbourne, Australie (dur ext.) | Melbourne, Australie (dur ext.) |  |  | Melbourne, Australie (gazon ext.) | Melbourne, Australie (gazon ext.) |
|  | Suisse                                      | 3                                           |               |   |                              |                              |  |  | Melbourne, Australie (dur ext.) | Melbourne, Australie (dur ext.) |  |  | Melbourne, Australie (gazon ext.) | Melbourne, Australie (gazon ext.) |
|  | Suisse                                      | 3                                           | Suisse        | 2 |                              |                              |  |  |                                 |                                 |  |  | Melbourne, Australie (gazon ext.) | Melbourne, Australie (gazon ext.) |
|  | Sydney, Australie (terre battue ext.)       |                                             | Suisse        | 2 |                              |                              |  |  |                                 |                                 |  |  | Melbourne, Australie (gazon ext.) | Melbourne, Australie (gazon ext.) |
|  |                                             | Australie (3)                               | 3             |   |                              |                              |  |  |                                 |                                 |  |  | Melbourne, Australie (gazon ext.) | Melbourne, Australie (gazon ext.) |
|  | Australie (3)                               | Australie (3)                               | 3             | 4 |                              |                              |  |  |                                 |                                 |  |  | Melbourne, Australie (gazon ext.) | Melbourne, Australie (gazon ext.) |
|  | Australie (3)                               | Malaga, Espagne (terre battue ext.)         |               | 4 |                              |                              |  |  |                                 |                                 |  |  | Melbourne, Australie (gazon ext.) | Melbourne, Australie (gazon ext.) |
|  | Grande-Bretagne                             | 1                                           |               |   |                              |                              |  |  |                                 |                                 |  |  | Melbourne, Australie (gazon ext.) | Melbourne, Australie (gazon ext.) |
|  | Grande-Bretagne                             | 1                                           | Australie (3) | 5 |                              |                              |  |  |                                 |                                 |  |  | Melbourne, Australie (gazon ext.) | Melbourne, Australie (gazon ext.) |
|  | Helsingborg, Suède (moquette int.)          |                                             | Australie (3) | 5 |                              |                              |  |  |                                 |                                 |  |  | Melbourne, Australie (gazon ext.) | Melbourne, Australie (gazon ext.) |
|  |                                             | Suède (6)                                   | 0             |   |                              |                              |  |  |                                 |                                 |  |  | Melbourne, Australie (gazon ext.) | Melbourne, Australie (gazon ext.) |
|  | Suède (6)                                   | Suède (6)                                   | 0             | 3 |                              |                              |  |  |                                 |                                 |  |  | Melbourne, Australie (gazon ext.) | Melbourne, Australie (gazon ext.) |
|  | Suède (6)                                   | Valence, Espagne (terre battue ext.)        |               | 3 |                              |                              |  |  |                                 |                                 |  |  | Melbourne, Australie (gazon ext.) | Melbourne, Australie (gazon ext.) |
|  | Brésil                                      | 2                                           |               |   |                              |                              |  |  |                                 |                                 |  |  | Melbourne, Australie (gazon ext.) | Melbourne, Australie (gazon ext.) |
|  | Brésil                                      | 2                                           | Australie (3) | 3 |                              |                              |  |  |                                 |                                 |  |  |                                   |                                   |
|  | Zagreb, Croatie (moquette int.)             |                                             | Australie (3) | 3 |                              |                              |  |  |                                 |                                 |  |  |                                   |                                   |
|  |                                             | Espagne (4)                                 | 1             |   |                              |                              |  |  |                                 |                                 |  |  |                                   |                                   |
|  | Croatie                                     | Espagne (4)                                 | 1             | 4 |                              |                              |  |  |                                 |                                 |  |  |                                   |                                   |
|  | Croatie                                     |                                             |               | 4 |                              |                              |  |  |                                 |                                 |  |  |                                   |                                   |
|  | États-Unis (5)                              | 1                                           |               |   |                              |                              |  |  |                                 |                                 |  |  |                                   |                                   |
|  | États-Unis (5)                              | 1                                           | Croatie       | 0 |                              |                              |  |  |                                 |                                 |  |  |                                   |                                   |
|  | Séville, Espagne (terre battue ext.)        |                                             | Croatie       | 0 |                              |                              |  |  |                                 |                                 |  |  |                                   |                                   |
|  |                                             | Espagne (4)                                 | 5             |   |                              |                              |  |  |                                 |                                 |  |  |                                   |                                   |
|  | Belgique                                    | Espagne (4)                                 | 5             | 0 |                              |                              |  |  |                                 |                                 |  |  |                                   |                                   |
|  | Belgique                                    | Buenos Aires, Argentine (terre battue ext.) |               | 0 |                              |                              |  |  |                                 |                                 |  |  |                                   |                                   |
|  | Espagne (4)                                 | 5                                           |               |   |                              |                              |  |  |                                 |                                 |  |  |                                   |                                   |
|  | Espagne (4)                                 | 5                                           | Espagne (4)   | 5 |                              |                              |  |  |                                 |                                 |  |  |                                   |                                   |
|  | Buenos Aires, Argentine (terre battue ext.) |                                             | Espagne (4)   | 5 |                              |                              |  |  |                                 |                                 |  |  |                                   |                                   |
|  |                                             | Argentine (7)                               | 0             |   |                              |                              |  |  |                                 |                                 |  |  |                                   |                                   |
|  | Argentine (7)                               | Argentine (7)                               | 0             | 5 |                              |                              |  |  |                                 |                                 |  |  |                                   |                                   |
|  | Argentine (7)                               |                                             |               | 5 |                              |                              |  |  |                                 |                                 |  |  |                                   |                                   |
|  | Allemagne                                   | 0                                           |               |   |                              |                              |  |  |                                 |                                 |  |  |                                   |                                   |
|  | Allemagne                                   | 0                                           | Argentine (7) | 5 |                              |                              |  |  |                                 |                                 |  |  |                                   |                                   |
|  | Ostrava, Tchéquie (terre battue int.)       |                                             | Argentine (7) | 5 |                              |                              |  |  |                                 |                                 |  |  |                                   |                                   |
|  |                                             | Russie (2)                                  | 0             |   |                              |                              |  |  |                                 |                                 |  |  |                                   |                                   |
|  | Tchéquie                                    | Russie (2)                                  | 0             | 2 |                              |                              |  |  |                                 |                                 |  |  |                                   |                                   |
|  | Tchéquie                                    |                                             |               | 2 |                              |                              |  |  |                                 |                                 |  |  |                                   |                                   |
|  | Russie (2)                                  | 3                                           |               |   |                              |                              |  |  |                                 |                                 |  |  |                                   |                                   |
|  | Russie (2)                                  | 3                                           |               |   |                              |                              |  |  |                                 |                                 |  |  |                                   |                                   |

#### Matchs détaillés

##### Huitièmes de finale
| | France | 4                                | -  | 1 | Roumanie |  |  |
| --- | ------ | -------------------------------- | -- | - | -------- |  |  |
| Sala Polivalenta, Bucarest, Roumanie |        |                                  |    |   |          |  |  |
| du 7 au 9 février 2003 sur moquette (int.) |        |                                  |    |   |          |  |  |
| \| 1 \| \| Sébastien Grosjean \| 6 \| 6 \| 7 \| \| \| \| 1 \| \| Adrian Voinea \| 2 \| 3 \| 610 \| \| \| \| 2 \| \| Nicolas Escudé \| 7 \| 6 \| 7 \| \| \| \| 2 \| \| Andrei Pavel \| 62 \| 2 \| 65 \| \| \| \| 3 \| \| Michaël Llodra - Fabrice Santoro \| 6 \| 6 \| 7 \| \| \| \| 3 \| \| Gabriel Trifu - Andrei Pavel \| 4 \| 3 \| 64 \| \| \| \| \| \| \| \| \| \| \| \| \| 4 \| \| Fabrice Santoro \| 1 \| 4 \| \| \| \| \| 4 \| \| Victor Hănescu \| 6 \| 6 \| \| \| \| \| \| \| \| \| \| \| \| \| \| 5 \| \| Nicolas Escudé \| 7 \| 4 \| 6 \| \| \| \| 5 \| \| Gabriel Trifu \| 63 \| 6 \| 4 \| \| \| \| \| \| \| \| \| \| \| \| |        |                                  |    |   |          |  |  |
| 1 |        | Sébastien Grosjean               | 6  | 6 | 7        |  |  |
| 1 |        | Adrian Voinea                    | 2  | 3 | 610      |  |  |
| 2 |        | Nicolas Escudé                   | 7  | 6 | 7        |  |  |
| 2 |        | Andrei Pavel                     | 62 | 2 | 65       |  |  |
| 3 |        | Michaël Llodra - Fabrice Santoro | 6  | 6 | 7        |  |  |
| 3 |        | Gabriel Trifu - Andrei Pavel     | 4  | 3 | 64       |  |  |
| |        |                                  |    |   |          |  |  |
| 4 |        | Fabrice Santoro                  | 1  | 4 |          |  |  |
| 4 |        | Victor Hănescu                   | 6  | 6 |          |  |  |
| |        |                                  |    |   |          |  |  |
| 5 |        | Nicolas Escudé                   | 7  | 4 | 6        |  |  |
| 5 |        | Gabriel Trifu                    | 63 | 6 | 4        |  |  |
| |        |                                  |    |   |          |  |  |

| 1 |  | Sébastien Grosjean               | 6  | 6 | 7   |  |  |
| 1 |  | Adrian Voinea                    | 2  | 3 | 610 |  |  |
| 2 |  | Nicolas Escudé                   | 7  | 6 | 7   |  |  |
| 2 |  | Andrei Pavel                     | 62 | 2 | 65  |  |  |
| 3 |  | Michaël Llodra - Fabrice Santoro | 6  | 6 | 7   |  |  |
| 3 |  | Gabriel Trifu - Andrei Pavel     | 4  | 3 | 64  |  |  |
|   |  |                                  |    |   |     |  |  |
| 4 |  | Fabrice Santoro                  | 1  | 4 |     |  |  |
| 4 |  | Victor Hănescu                   | 6  | 6 |     |  |  |
|   |  |                                  |    |   |     |  |  |
| 5 |  | Nicolas Escudé                   | 7  | 4 | 6   |  |  |
| 5 |  | Gabriel Trifu                    | 63 | 6 | 4   |  |  |
|   |  |                                  |    |   |     |  |  |

| | Pays-Bas | 2                              | -  | 3  | Suisse |   |   |
| --- | -------- | ------------------------------ | -- | -- | ------ | - | - |
| Gelredome, Arnhem, Pays-Bas |          |                                |    |    |        |   |   |
| du 7 au 9 février 2003 sur moquette (int.) |          |                                |    |    |        |   |   |
| \| 1 \| \| Sjeng Schalken \| 6 \| 7 \| 1 \| 4 \| 6 \| \| 1 \| \| Michel Kratochvil \| 3 \| 5 \| 6 \| 6 \| 4 \| \| 2 \| \| Raemon Sluiter \| 2 \| 1 \| 3 \| \| \| \| 2 \| \| Roger Federer \| 6 \| 6 \| 6 \| \| \| \| 3 \| \| Paul Haarhuis - Martin Verkerk \| 3 \| 6 \| 6 \| 7 \| \| \| 3 \| \| George Bastl - Roger Federer \| 6 \| 3 \| 4 \| 5 \| \| \| \| \| \| \| \| \| \| \| \| 4 \| \| Sjeng Schalken \| 62 \| 4 \| 5 \| \| \| \| 4 \| \| Roger Federer \| 7 \| 6 \| 7 \| \| \| \| \| \| \| \| \| \| \| \| \| 5 \| \| Martin Verkerk \| 6 \| 65 \| 6 \| 1 \| \| \| 5 \| \| Michel Kratochvil \| 1 \| 7 \| 7 \| 6 \| \| \| \| \| \| \| \| \| \| \| |          |                                |    |    |        |   |   |
| 1 |          | Sjeng Schalken                 | 6  | 7  | 1      | 4 | 6 |
| 1 |          | Michel Kratochvil              | 3  | 5  | 6      | 6 | 4 |
| 2 |          | Raemon Sluiter                 | 2  | 1  | 3      |   |   |
| 2 |          | Roger Federer                  | 6  | 6  | 6      |   |   |
| 3 |          | Paul Haarhuis - Martin Verkerk | 3  | 6  | 6      | 7 |   |
| 3 |          | George Bastl - Roger Federer   | 6  | 3  | 4      | 5 |   |
| |          |                                |    |    |        |   |   |
| 4 |          | Sjeng Schalken                 | 62 | 4  | 5      |   |   |
| 4 |          | Roger Federer                  | 7  | 6  | 7      |   |   |
| |          |                                |    |    |        |   |   |
| 5 |          | Martin Verkerk                 | 6  | 65 | 6      | 1 |   |
| 5 |          | Michel Kratochvil              | 1  | 7  | 7      | 6 |   |
| |          |                                |    |    |        |   |   |

| 1 |  | Sjeng Schalken                 | 6  | 7  | 1 | 4 | 6 |
| 1 |  | Michel Kratochvil              | 3  | 5  | 6 | 6 | 4 |
| 2 |  | Raemon Sluiter                 | 2  | 1  | 3 |   |   |
| 2 |  | Roger Federer                  | 6  | 6  | 6 |   |   |
| 3 |  | Paul Haarhuis - Martin Verkerk | 3  | 6  | 6 | 7 |   |
| 3 |  | George Bastl - Roger Federer   | 6  | 3  | 4 | 5 |   |
|   |  |                                |    |    |   |   |   |
| 4 |  | Sjeng Schalken                 | 62 | 4  | 5 |   |   |
| 4 |  | Roger Federer                  | 7  | 6  | 7 |   |   |
|   |  |                                |    |    |   |   |   |
| 5 |  | Martin Verkerk                 | 6  | 65 | 6 | 1 |   |
| 5 |  | Michel Kratochvil              | 1  | 7  | 7 | 6 |   |
|   |  |                                |    |    |   |   |   |

| | Australie | 4                              | - | 1  | Grande-Bretagne |   |  |
| --- | --------- | ------------------------------ | - | -- | --------------- | - |  |
| Sydney International Tennis Centre, Sydney, Australie |           |                                |   |    |                 |   |  |
| du 7 au 9 février 2003 sur terre battue (ext.) |           |                                |   |    |                 |   |  |
| \| 1 \| \| Mark Philippoussis \| 6 \| 6 \| 6 \| \| \| \| 1 \| \| Alan Mackin \| 3 \| 3 \| 3 \| \| \| \| 2 \| \| Lleyton Hewitt \| 7 \| 6 \| 6 \| \| \| \| 2 \| \| Alex Bogdanovic \| 5 \| 1 \| 2 \| \| \| \| 3 \| \| T. Woodbridge - L. Hewitt \| 6 \| 6 \| 4 \| 6 \| \| \| 3 \| \| Miles Maclagan - Arvind Parmar \| 1 \| 3 \| 6 \| 2 \| \| \| \| \| \| \| \| \| \| \| \| 4 \| \| Wayne Arthurs \| 4 \| 6 \| 6 \| \| \| \| 4 \| \| Miles Maclagan \| 6 \| 1 \| 4 \| \| \| \| \| \| \| \| \| \| \| \| \| 5 \| \| Todd Woodbridge \| 2 \| 64 \| \| \| \| \| 5 \| \| Alex Bogdanovic \| 6 \| 7 \| \| \| \| \| \| \| \| \| \| \| \| \| |           |                                |   |    |                 |   |  |
| 1 |           | Mark Philippoussis             | 6 | 6  | 6               |   |  |
| 1 |           | Alan Mackin                    | 3 | 3  | 3               |   |  |
| 2 |           | Lleyton Hewitt                 | 7 | 6  | 6               |   |  |
| 2 |           | Alex Bogdanovic                | 5 | 1  | 2               |   |  |
| 3 |           | T. Woodbridge - L. Hewitt      | 6 | 6  | 4               | 6 |  |
| 3 |           | Miles Maclagan - Arvind Parmar | 1 | 3  | 6               | 2 |  |
| |           |                                |   |    |                 |   |  |
| 4 |           | Wayne Arthurs                  | 4 | 6  | 6               |   |  |
| 4 |           | Miles Maclagan                 | 6 | 1  | 4               |   |  |
| |           |                                |   |    |                 |   |  |
| 5 |           | Todd Woodbridge                | 2 | 64 |                 |   |  |
| 5 |           | Alex Bogdanovic                | 6 | 7  |                 |   |  |
| |           |                                |   |    |                 |   |  |

| 1 |  | Mark Philippoussis             | 6 | 6  | 6 |   |  |
| 1 |  | Alan Mackin                    | 3 | 3  | 3 |   |  |
| 2 |  | Lleyton Hewitt                 | 7 | 6  | 6 |   |  |
| 2 |  | Alex Bogdanovic                | 5 | 1  | 2 |   |  |
| 3 |  | T. Woodbridge - L. Hewitt      | 6 | 6  | 4 | 6 |  |
| 3 |  | Miles Maclagan - Arvind Parmar | 1 | 3  | 6 | 2 |  |
|   |  |                                |   |    |   |   |  |
| 4 |  | Wayne Arthurs                  | 4 | 6  | 6 |   |  |
| 4 |  | Miles Maclagan                 | 6 | 1  | 4 |   |  |
|   |  |                                |   |    |   |   |  |
| 5 |  | Todd Woodbridge                | 2 | 64 |   |   |  |
| 5 |  | Alex Bogdanovic                | 6 | 7  |   |   |  |
|   |  |                                |   |    |   |   |  |

| | Suède | 3                               | - | 2 | Brésil |   |   |
| --- | ----- | ------------------------------- | - | - | ------ | - | - |
| Idrottens Hus, Helsingborg, Suède |       |                                 |   |   |        |   |   |
| du 7 au 9 février 2003 sur moquette (int.) |       |                                 |   |   |        |   |   |
| \| 1 \| \| Andreas Vinciguerra \| 1 \| 4 \| 4 \| \| \| \| 1 \| \| Gustavo Kuerten \| 6 \| 6 \| 6 \| \| \| \| 2 \| \| Jonas Björkman \| 6 \| 5 \| 6 \| 4 \| 6 \| \| 2 \| \| André Sá \| 4 \| 7 \| 2 \| 6 \| 1 \| \| 3 \| \| Magnus Larsson - Jonas Björkman \| 4 \| 6 \| 7 \| 2 \| 2 \| \| 3 \| \| Gustavo Kuerten - André Sá \| 6 \| 2 \| 5 \| 6 \| 6 \| \| \| \| \| \| \| \| \| \| \| 4 \| \| Jonas Björkman \| 6 \| 6 \| 4 \| 4 \| 6 \| \| 4 \| \| Gustavo Kuerten \| 4 \| 4 \| 6 \| 6 \| 1 \| \| \| \| \| \| \| \| \| \| \| 5 \| \| Andreas Vinciguerra \| 6 \| 7 \| 6 \| \| \| \| 5 \| \| Flavio Saretta \| 1 \| 5 \| 3 \| \| \| \| \| \| \| \| \| \| \| \| |       |                                 |   |   |        |   |   |
| 1 |       | Andreas Vinciguerra             | 1 | 4 | 4      |   |   |
| 1 |       | Gustavo Kuerten                 | 6 | 6 | 6      |   |   |
| 2 |       | Jonas Björkman                  | 6 | 5 | 6      | 4 | 6 |
| 2 |       | André Sá                        | 4 | 7 | 2      | 6 | 1 |
| 3 |       | Magnus Larsson - Jonas Björkman | 4 | 6 | 7      | 2 | 2 |
| 3 |       | Gustavo Kuerten - André Sá      | 6 | 2 | 5      | 6 | 6 |
| |       |                                 |   |   |        |   |   |
| 4 |       | Jonas Björkman                  | 6 | 6 | 4      | 4 | 6 |
| 4 |       | Gustavo Kuerten                 | 4 | 4 | 6      | 6 | 1 |
| |       |                                 |   |   |        |   |   |
| 5 |       | Andreas Vinciguerra             | 6 | 7 | 6      |   |   |
| 5 |       | Flavio Saretta                  | 1 | 5 | 3      |   |   |
| |       |                                 |   |   |        |   |   |

| 1 |  | Andreas Vinciguerra             | 1 | 4 | 4 |   |   |
| 1 |  | Gustavo Kuerten                 | 6 | 6 | 6 |   |   |
| 2 |  | Jonas Björkman                  | 6 | 5 | 6 | 4 | 6 |
| 2 |  | André Sá                        | 4 | 7 | 2 | 6 | 1 |
| 3 |  | Magnus Larsson - Jonas Björkman | 4 | 6 | 7 | 2 | 2 |
| 3 |  | Gustavo Kuerten - André Sá      | 6 | 2 | 5 | 6 | 6 |
|   |  |                                 |   |   |   |   |   |
| 4 |  | Jonas Björkman                  | 6 | 6 | 4 | 4 | 6 |
| 4 |  | Gustavo Kuerten                 | 4 | 4 | 6 | 6 | 1 |
|   |  |                                 |   |   |   |   |   |
| 5 |  | Andreas Vinciguerra             | 6 | 7 | 6 |   |   |
| 5 |  | Flavio Saretta                  | 1 | 5 | 3 |   |   |
|   |  |                                 |   |   |   |   |   |

| | Croatie | 4                                | -  | 1  | États-Unis |   |   |
| --- | ------- | -------------------------------- | -- | -- | ---------- | - | - |
| Hall Dom Sportova, Zagreb, Croatie |         |                                  |    |    |            |   |   |
| du 7 au 9 février 2003 sur moquette (int.) |         |                                  |    |    |            |   |   |
| \| 1 \| \| Ivan Ljubičić \| 7 \| 6 \| 6 \| \| \| \| 1 \| \| Mardy Fish \| 5 \| 3 \| 4 \| \| \| \| 2 \| \| Mario Ančić \| 1 \| 2 \| 65 \| \| \| \| 2 \| \| James Blake \| 6 \| 6 \| 7 \| \| \| \| 3 \| \| Goran Ivanišević - Ivan Ljubičić \| 3 \| 4 \| 7 \| 6 \| 6 \| \| 3 \| \| Mardy Fish - James Blake \| 6 \| 6 \| 64 \| 4 \| 4 \| \| \| \| \| \| \| \| \| \| \| 4 \| \| Ivan Ljubičić \| 6 \| 65 \| 6 \| 6 \| \| \| 4 \| \| James Blake \| 3 \| 7 \| 4 \| 3 \| \| \| \| \| \| \| \| \| \| \| \| 5 \| \| Mario Ančić \| 7 \| 3 \| 7 \| \| \| \| 5 \| \| Taylor Dent \| 65 \| 6 \| 610 \| \| \| \| \| \| \| \| \| \| \| \| |         |                                  |    |    |            |   |   |
| 1 |         | Ivan Ljubičić                    | 7  | 6  | 6          |   |   |
| 1 |         | Mardy Fish                       | 5  | 3  | 4          |   |   |
| 2 |         | Mario Ančić                      | 1  | 2  | 65         |   |   |
| 2 |         | James Blake                      | 6  | 6  | 7          |   |   |
| 3 |         | Goran Ivanišević - Ivan Ljubičić | 3  | 4  | 7          | 6 | 6 |
| 3 |         | Mardy Fish - James Blake         | 6  | 6  | 64         | 4 | 4 |
| |         |                                  |    |    |            |   |   |
| 4 |         | Ivan Ljubičić                    | 6  | 65 | 6          | 6 |   |
| 4 |         | James Blake                      | 3  | 7  | 4          | 3 |   |
| |         |                                  |    |    |            |   |   |
| 5 |         | Mario Ančić                      | 7  | 3  | 7          |   |   |
| 5 |         | Taylor Dent                      | 65 | 6  | 610        |   |   |
| |         |                                  |    |    |            |   |   |

| 1 |  | Ivan Ljubičić                    | 7  | 6  | 6   |   |   |
| 1 |  | Mardy Fish                       | 5  | 3  | 4   |   |   |
| 2 |  | Mario Ančić                      | 1  | 2  | 65  |   |   |
| 2 |  | James Blake                      | 6  | 6  | 7   |   |   |
| 3 |  | Goran Ivanišević - Ivan Ljubičić | 3  | 4  | 7   | 6 | 6 |
| 3 |  | Mardy Fish - James Blake         | 6  | 6  | 64  | 4 | 4 |
|   |  |                                  |    |    |     |   |   |
| 4 |  | Ivan Ljubičić                    | 6  | 65 | 6   | 6 |   |
| 4 |  | James Blake                      | 3  | 7  | 4   | 3 |   |
|   |  |                                  |    |    |     |   |   |
| 5 |  | Mario Ančić                      | 7  | 3  | 7   |   |   |
| 5 |  | Taylor Dent                      | 65 | 6  | 610 |   |   |
|   |  |                                  |    |    |     |   |   |

| | Belgique | 0                                | -  | 5  | Espagne |   |   |
| --- | -------- | -------------------------------- | -- | -- | ------- | - | - |
| Centro Deportivo Tenis Olimpico, Séville, Espagne |          |                                  |    |    |         |   |   |
| du 7 au 9 février 2003 sur terre battue (ext.) |          |                                  |    |    |         |   |   |
| \| 1 \| \| Christophe Rochus \| 3 \| 2 \| 5 \| \| \| \| 1 \| \| Juan Carlos Ferrero \| 6 \| 6 \| 7 \| \| \| \| 2 \| \| Xavier Malisse \| 62 \| 1 \| 65 \| \| \| \| 2 \| \| Carlos Moyà \| 7 \| 6 \| 7 \| \| \| \| 3 \| \| Kristof Vliegen - Olivier Rochus \| 4 \| '6 \| 3 \| 6 \| 6 \| \| 3 \| \| Àlex Corretja - Albert Costa \| 6 \| 4 \| 6 \| 3 \| 8 \| \| \| \| \| \| \| \| \| \| \| 4 \| \| Kristof Vliegen \| 1 \| 4 \| \| \| \| \| 4 \| \| Juan Carlos Ferrero \| 6 \| 6 \| \| \| \| \| \| \| \| \| \| \| \| \| \| 5 \| \| Christophe Rochus \| 2 \| 2 \| \| \| \| \| 5 \| \| Carlos Moyà \| 6 \| 6 \| \| \| \| \| \| \| \| \| \| \| \| \| |          |                                  |    |    |         |   |   |
| 1 |          | Christophe Rochus                | 3  | 2  | 5       |   |   |
| 1 |          | Juan Carlos Ferrero              | 6  | 6  | 7       |   |   |
| 2 |          | Xavier Malisse                   | 62 | 1  | 65      |   |   |
| 2 |          | Carlos Moyà                      | 7  | 6  | 7       |   |   |
| 3 |          | Kristof Vliegen - Olivier Rochus | 4  | '6 | 3       | 6 | 6 |
| 3 |          | Àlex Corretja - Albert Costa     | 6  | 4  | 6       | 3 | 8 |
| |          |                                  |    |    |         |   |   |
| 4 |          | Kristof Vliegen                  | 1  | 4  |         |   |   |
| 4 |          | Juan Carlos Ferrero              | 6  | 6  |         |   |   |
| |          |                                  |    |    |         |   |   |
| 5 |          | Christophe Rochus                | 2  | 2  |         |   |   |
| 5 |          | Carlos Moyà                      | 6  | 6  |         |   |   |
| |          |                                  |    |    |         |   |   |

| 1 |  | Christophe Rochus                | 3  | 2  | 5  |   |   |
| 1 |  | Juan Carlos Ferrero              | 6  | 6  | 7  |   |   |
| 2 |  | Xavier Malisse                   | 62 | 1  | 65 |   |   |
| 2 |  | Carlos Moyà                      | 7  | 6  | 7  |   |   |
| 3 |  | Kristof Vliegen - Olivier Rochus | 4  | '6 | 3  | 6 | 6 |
| 3 |  | Àlex Corretja - Albert Costa     | 6  | 4  | 6  | 3 | 8 |
|   |  |                                  |    |    |    |   |   |
| 4 |  | Kristof Vliegen                  | 1  | 4  |    |   |   |
| 4 |  | Juan Carlos Ferrero              | 6  | 6  |    |   |   |
|   |  |                                  |    |    |    |   |   |
| 5 |  | Christophe Rochus                | 2  | 2  |    |   |   |
| 5 |  | Carlos Moyà                      | 6  | 6  |    |   |   |
|   |  |                                  |    |    |    |   |   |

| | Argentine | 5                             | - | 0  | Allemagne |   |   |
| --- | --------- | ----------------------------- | - | -- | --------- | - | - |
| Club Athletico River Plate, Buenos Aires, Argentine |           |                               |   |    |           |   |   |
| du 7 au 9 février 2003 sur terre battue (ext.) |           |                               |   |    |           |   |   |
| \| 1 \| \| Gastón Gaudio \| 6 \| 6 \| 6 \| \| \| \| 1 \| \| Rainer Schüttler \| 2 \| 3 \| 0 \| \| \| \| 2 \| \| David Nalbandian \| 6 \| 7 \| 7 \| \| \| \| 2 \| \| Lars Burgsmüller \| 1 \| 64 \| 5 \| \| \| \| 3 \| \| L. Arnold Ker - D. Nalbandian \| 6 \| 0 \| 4 \| 6 \| 6 \| \| 3 \| \| M. Kohlmann - R. Schüttler \| 1 \| 6 \| 6 \| 1 \| 2 \| \| \| \| \| \| \| \| \| \| \| 4 \| \| Juan Ignacio Chela \| 6 \| 6 \| \| \| \| \| 4 \| \| David Prinosil \| 4 \| 1 \| \| \| \| \| \| \| \| \| \| \| \| \| \| 5 \| \| Gastón Gaudio \| 6 \| 6 \| \| \| \| \| 5 \| \| Lars Burgsmüller \| 3 \| 1 \| \| \| \| \| \| \| \| \| \| \| \| \| |           |                               |   |    |           |   |   |
| 1 |           | Gastón Gaudio                 | 6 | 6  | 6         |   |   |
| 1 |           | Rainer Schüttler              | 2 | 3  | 0         |   |   |
| 2 |           | David Nalbandian              | 6 | 7  | 7         |   |   |
| 2 |           | Lars Burgsmüller              | 1 | 64 | 5         |   |   |
| 3 |           | L. Arnold Ker - D. Nalbandian | 6 | 0  | 4         | 6 | 6 |
| 3 |           | M. Kohlmann - R. Schüttler    | 1 | 6  | 6         | 1 | 2 |
| |           |                               |   |    |           |   |   |
| 4 |           | Juan Ignacio Chela            | 6 | 6  |           |   |   |
| 4 |           | David Prinosil                | 4 | 1  |           |   |   |
| |           |                               |   |    |           |   |   |
| 5 |           | Gastón Gaudio                 | 6 | 6  |           |   |   |
| 5 |           | Lars Burgsmüller              | 3 | 1  |           |   |   |
| |           |                               |   |    |           |   |   |

| 1 |  | Gastón Gaudio                 | 6 | 6  | 6 |   |   |
| 1 |  | Rainer Schüttler              | 2 | 3  | 0 |   |   |
| 2 |  | David Nalbandian              | 6 | 7  | 7 |   |   |
| 2 |  | Lars Burgsmüller              | 1 | 64 | 5 |   |   |
| 3 |  | L. Arnold Ker - D. Nalbandian | 6 | 0  | 4 | 6 | 6 |
| 3 |  | M. Kohlmann - R. Schüttler    | 1 | 6  | 6 | 1 | 2 |
|   |  |                               |   |    |   |   |   |
| 4 |  | Juan Ignacio Chela            | 6 | 6  |   |   |   |
| 4 |  | David Prinosil                | 4 | 1  |   |   |   |
|   |  |                               |   |    |   |   |   |
| 5 |  | Gastón Gaudio                 | 6 | 6  |   |   |   |
| 5 |  | Lars Burgsmüller              | 3 | 1  |   |   |   |
|   |  |                               |   |    |   |   |   |

| | Tchéquie | 2                          | -  | 3  | Russie |   |   |
| --- | -------- | -------------------------- | -- | -- | ------ | - | - |
| Palac Kultury A Sportu Vitkovice, Ostrava, Tchéquie |          |                            |    |    |        |   |   |
| du 7 au 9 février 2003 sur tere battue (int.) |          |                            |    |    |        |   |   |
| \| 1 \| \| Jiří Novák \| 6 \| 4 \| 6 \| 6 \| \| \| 1 \| \| Nikolay Davydenko \| 4 \| 6 \| 1 \| 1 \| \| \| 2 \| \| Radek Štěpánek \| 6 \| 68 \| 7 \| 2 \| 3 \| \| 2 \| \| Mikhail Youzhny \| 3 \| 7 \| 6 \| 6 \| 6 \| \| 3 \| \| Martin Damm - Cyril Suk \| 61 \| 6 \| 3 \| 3 \| \| \| 3 \| \| I. Kafelnikov - M. Youzhny \| 7 \| 4 \| 6 \| 6 \| \| \| \| \| \| \| \| \| \| \| \| 4 \| \| Jiří Novák \| 6 \| 6 \| 7 \| \| \| \| 4 \| \| Ievgueni Kafelnikov \| 2 \| 3 \| 65 \| \| \| \| \| \| \| \| \| \| \| \| \| 5 \| \| Radek Štěpánek \| 6 \| 64 \| 2 \| 6 \| 0 \| \| 5 \| \| Nikolay Davydenko \| 1 \| 7 \| 6 \| 3 \| 6 \| \| \| \| \| \| \| \| \| \| |          |                            |    |    |        |   |   |
| 1 |          | Jiří Novák                 | 6  | 4  | 6      | 6 |   |
| 1 |          | Nikolay Davydenko          | 4  | 6  | 1      | 1 |   |
| 2 |          | Radek Štěpánek             | 6  | 68 | 7      | 2 | 3 |
| 2 |          | Mikhail Youzhny            | 3  | 7  | 6      | 6 | 6 |
| 3 |          | Martin Damm - Cyril Suk    | 61 | 6  | 3      | 3 |   |
| 3 |          | I. Kafelnikov - M. Youzhny | 7  | 4  | 6      | 6 |   |
| |          |                            |    |    |        |   |   |
| 4 |          | Jiří Novák                 | 6  | 6  | 7      |   |   |
| 4 |          | Ievgueni Kafelnikov        | 2  | 3  | 65     |   |   |
| |          |                            |    |    |        |   |   |
| 5 |          | Radek Štěpánek             | 6  | 64 | 2      | 6 | 0 |
| 5 |          | Nikolay Davydenko          | 1  | 7  | 6      | 3 | 6 |
| |          |                            |    |    |        |   |   |

| 1 |  | Jiří Novák                 | 6  | 4  | 6  | 6 |   |
| 1 |  | Nikolay Davydenko          | 4  | 6  | 1  | 1 |   |
| 2 |  | Radek Štěpánek             | 6  | 68 | 7  | 2 | 3 |
| 2 |  | Mikhail Youzhny            | 3  | 7  | 6  | 6 | 6 |
| 3 |  | Martin Damm - Cyril Suk    | 61 | 6  | 3  | 3 |   |
| 3 |  | I. Kafelnikov - M. Youzhny | 7  | 4  | 6  | 6 |   |
|   |  |                            |    |    |    |   |   |
| 4 |  | Jiří Novák                 | 6  | 6  | 7  |   |   |
| 4 |  | Ievgueni Kafelnikov        | 2  | 3  | 65 |   |   |
|   |  |                            |    |    |    |   |   |
| 5 |  | Radek Štěpánek             | 6  | 64 | 2  | 6 | 0 |
| 5 |  | Nikolay Davydenko          | 1  | 7  | 6  | 3 | 6 |
|   |  |                            |    |    |    |   |   |

##### Quarts de finale
| | France | 2                                | -  | 3 | Suisse |    |  |
| --- | ------ | -------------------------------- | -- | - | ------ | -- |  |
| Zénith, Toulouse, France |        |                                  |    |   |        |    |  |
| du 4 au 6 avril 2003 sur dur (int.) |        |                                  |    |   |        |    |  |
| \| 1 \| \| Sébastien Grosjean \| 6 \| 6 \| 3 \| 6 \| \| \| 1 \| \| George Bastl \| 3 \| 4 \| 6 \| 3 \| \| \| 2 \| \| Nicolas Escudé \| 4 \| 5 \| 2 \| \| \| \| 2 \| \| Roger Federer \| 6 \| 7 \| 6 \| \| \| \| 3 \| \| Nicolas Escudé - Fabrice Santoro \| 4 \| 6 \| 3 \| 64 \| \| \| 3 \| \| Roger Federer - Marc Rosset \| 6 \| 3 \| 6 \| 7 \| \| \| \| \| \| \| \| \| \| \| \| 4 \| \| Fabrice Santoro \| 1 \| 0 \| 2 \| \| \| \| 4 \| \| Roger Federer \| 6 \| 6 \| 6 \| \| \| \| \| \| \| \| \| \| \| \| \| 5 \| \| Nicolas Escudé \| 7 \| 5 \| 7 \| \| \| \| 5 \| \| George Bastl \| 65 \| 7 \| 63 \| \| \| \| \| \| \| \| \| \| \| \| |        |                                  |    |   |        |    |  |
| 1 |        | Sébastien Grosjean               | 6  | 6 | 3      | 6  |  |
| 1 |        | George Bastl                     | 3  | 4 | 6      | 3  |  |
| 2 |        | Nicolas Escudé                   | 4  | 5 | 2      |    |  |
| 2 |        | Roger Federer                    | 6  | 7 | 6      |    |  |
| 3 |        | Nicolas Escudé - Fabrice Santoro | 4  | 6 | 3      | 64 |  |
| 3 |        | Roger Federer - Marc Rosset      | 6  | 3 | 6      | 7  |  |
| |        |                                  |    |   |        |    |  |
| 4 |        | Fabrice Santoro                  | 1  | 0 | 2      |    |  |
| 4 |        | Roger Federer                    | 6  | 6 | 6      |    |  |
| |        |                                  |    |   |        |    |  |
| 5 |        | Nicolas Escudé                   | 7  | 5 | 7      |    |  |
| 5 |        | George Bastl                     | 65 | 7 | 63     |    |  |
| |        |                                  |    |   |        |    |  |

| 1 |  | Sébastien Grosjean               | 6  | 6 | 3  | 6  |  |
| 1 |  | George Bastl                     | 3  | 4 | 6  | 3  |  |
| 2 |  | Nicolas Escudé                   | 4  | 5 | 2  |    |  |
| 2 |  | Roger Federer                    | 6  | 7 | 6  |    |  |
| 3 |  | Nicolas Escudé - Fabrice Santoro | 4  | 6 | 3  | 64 |  |
| 3 |  | Roger Federer - Marc Rosset      | 6  | 3 | 6  | 7  |  |
|   |  |                                  |    |   |    |    |  |
| 4 |  | Fabrice Santoro                  | 1  | 0 | 2  |    |  |
| 4 |  | Roger Federer                    | 6  | 6 | 6  |    |  |
|   |  |                                  |    |   |    |    |  |
| 5 |  | Nicolas Escudé                   | 7  | 5 | 7  |    |  |
| 5 |  | George Bastl                     | 65 | 7 | 63 |    |  |
|   |  |                                  |    |   |    |    |  |

| | Suède | 0                               | - | 5 | Australie |   |  |
| --- | ----- | ------------------------------- | - | - | --------- | - |  |
| Baltiska Hallen, Malmö, Suède |       |                                 |   |   |           |   |  |
| du 4 au 6 avril 2003 sur dur (int.) |       |                                 |   |   |           |   |  |
| \| 1 \| \| Jonas Björkman \| 4 \| 3 \| 3 \| \| \| \| 1 \| \| Mark Philippoussis \| 6 \| 6 \| 6 \| \| \| \| 2 \| \| Thomas Enqvist \| 4 \| 2 \| 7 \| 4 \| \| \| 2 \| \| Lleyton Hewitt \| 6 \| 6 \| 5 \| 6 \| \| \| 3 \| \| Jonas Björkman - Thomas Enqvist \| 4 \| 2 \| 2 \| \| \| \| 3 \| \| W. Arthurs - T. Woodbridge \| 6 \| 6 \| 6 \| \| \| \| \| \| \| \| \| \| \| \| \| 4 \| \| Joachim Johansson \| 3 \| 6 \| 64 \| \| \| \| 4 \| \| Wayne Arthurs \| 6 \| 3 \| 7 \| \| \| \| \| \| \| \| \| \| \| \| \| 5 \| \| Magnus Norman \| 5 \| 7 \| 3 \| \| \| \| 5 \| \| Mark Philippoussis \| 7 \| 5 \| 6 \| \| \| \| \| \| \| \| \| \| \| \| |       |                                 |   |   |           |   |  |
| 1 |       | Jonas Björkman                  | 4 | 3 | 3         |   |  |
| 1 |       | Mark Philippoussis              | 6 | 6 | 6         |   |  |
| 2 |       | Thomas Enqvist                  | 4 | 2 | 7         | 4 |  |
| 2 |       | Lleyton Hewitt                  | 6 | 6 | 5         | 6 |  |
| 3 |       | Jonas Björkman - Thomas Enqvist | 4 | 2 | 2         |   |  |
| 3 |       | W. Arthurs - T. Woodbridge      | 6 | 6 | 6         |   |  |
| |       |                                 |   |   |           |   |  |
| 4 |       | Joachim Johansson               | 3 | 6 | 64        |   |  |
| 4 |       | Wayne Arthurs                   | 6 | 3 | 7         |   |  |
| |       |                                 |   |   |           |   |  |
| 5 |       | Magnus Norman                   | 5 | 7 | 3         |   |  |
| 5 |       | Mark Philippoussis              | 7 | 5 | 6         |   |  |
| |       |                                 |   |   |           |   |  |

| 1 |  | Jonas Björkman                  | 4 | 3 | 3  |   |  |
| 1 |  | Mark Philippoussis              | 6 | 6 | 6  |   |  |
| 2 |  | Thomas Enqvist                  | 4 | 2 | 7  | 4 |  |
| 2 |  | Lleyton Hewitt                  | 6 | 6 | 5  | 6 |  |
| 3 |  | Jonas Björkman - Thomas Enqvist | 4 | 2 | 2  |   |  |
| 3 |  | W. Arthurs - T. Woodbridge      | 6 | 6 | 6  |   |  |
|   |  |                                 |   |   |    |   |  |
| 4 |  | Joachim Johansson               | 3 | 6 | 64 |   |  |
| 4 |  | Wayne Arthurs                   | 6 | 3 | 7  |   |  |
|   |  |                                 |   |   |    |   |  |
| 5 |  | Magnus Norman                   | 5 | 7 | 3  |   |  |
| 5 |  | Mark Philippoussis              | 7 | 5 | 6  |   |  |
|   |  |                                 |   |   |    |   |  |

| | Croatie | 0                            | -  | 5 | Espagne |   |  |
| --- | ------- | ---------------------------- | -- | - | ------- | - |  |
| Valencia Tennis Club, Valence, Espagne |         |                              |    |   |         |   |  |
| du 4 au 6 avril 2003 sur terre battue (ext.) |         |                              |    |   |         |   |  |
| \| 1 \| \| Mario Ančić \| 4 \| 2 \| 61 \| \| \| \| 1 \| \| Juan Carlos Ferrero \| 6 \| 6 \| 7 \| \| \| \| 2 \| \| Ivan Ljubičić \| 7 \| 1 \| 4 \| 4 \| \| \| 2 \| \| Carlos Moyà \| 65 \| 6 \| 6 \| 6 \| \| \| 3 \| \| Ivan Ljubičić - Lovro Zovko \| 2 \| 3 \| 4 \| \| \| \| 3 \| \| Àlex Corretja - Albert Costa \| 6 \| 6 \| 6 \| \| \| \| \| \| \| \| \| \| \| \| \| 4 \| \| Ivan Ljubičić \| 3 \| 4 \| \| \| \| \| 4 \| \| Albert Costa \| 6 \| 6 \| \| \| \| \| \| \| \| \| \| \| \| \| \| 5 \| \| Mario Ančić \| 5 \| 3 \| \| \| \| \| 5 \| \| Àlex Corretja \| 7 \| 6 \| \| \| \| \| \| \| \| \| \| \| \| \| |         |                              |    |   |         |   |  |
| 1 |         | Mario Ančić                  | 4  | 2 | 61      |   |  |
| 1 |         | Juan Carlos Ferrero          | 6  | 6 | 7       |   |  |
| 2 |         | Ivan Ljubičić                | 7  | 1 | 4       | 4 |  |
| 2 |         | Carlos Moyà                  | 65 | 6 | 6       | 6 |  |
| 3 |         | Ivan Ljubičić - Lovro Zovko  | 2  | 3 | 4       |   |  |
| 3 |         | Àlex Corretja - Albert Costa | 6  | 6 | 6       |   |  |
| |         |                              |    |   |         |   |  |
| 4 |         | Ivan Ljubičić                | 3  | 4 |         |   |  |
| 4 |         | Albert Costa                 | 6  | 6 |         |   |  |
| |         |                              |    |   |         |   |  |
| 5 |         | Mario Ančić                  | 5  | 3 |         |   |  |
| 5 |         | Àlex Corretja                | 7  | 6 |         |   |  |
| |         |                              |    |   |         |   |  |

| 1 |  | Mario Ančić                  | 4  | 2 | 61 |   |  |
| 1 |  | Juan Carlos Ferrero          | 6  | 6 | 7  |   |  |
| 2 |  | Ivan Ljubičić                | 7  | 1 | 4  | 4 |  |
| 2 |  | Carlos Moyà                  | 65 | 6 | 6  | 6 |  |
| 3 |  | Ivan Ljubičić - Lovro Zovko  | 2  | 3 | 4  |   |  |
| 3 |  | Àlex Corretja - Albert Costa | 6  | 6 | 6  |   |  |
|   |  |                              |    |   |    |   |  |
| 4 |  | Ivan Ljubičić                | 3  | 4 |    |   |  |
| 4 |  | Albert Costa                 | 6  | 6 |    |   |  |
|   |  |                              |    |   |    |   |  |
| 5 |  | Mario Ančić                  | 5  | 3 |    |   |  |
| 5 |  | Àlex Corretja                | 7  | 6 |    |   |  |
|   |  |                              |    |   |    |   |  |

| | Argentine | 5                             | -  | 0 | Russie |   |  |
| --- | --------- | ----------------------------- | -- | - | ------ | - |  |
| Club Atletico River Plate, Buenos Aires, Argentine |           |                               |    |   |        |   |  |
| du 4 au 6 avril 2003 sur terre battue (ext.) |           |                               |    |   |        |   |  |
| \| 1 \| \| David Nalbandian \| 6 \| 6 \| 7 \| \| \| \| 1 \| \| Nikolay Davydenko \| 2 \| 2 \| 5 \| \| \| \| 2 \| \| Gastón Gaudio \| 6 \| 6 \| 6 \| \| \| \| 2 \| \| Ievgueni Kafelnikov \| 4 \| 0 \| 2 \| \| \| \| 3 \| \| L. Arnold Ker - D. Nalbandian \| 3 \| 6 \| 6 \| 6 \| \| \| 3 \| \| M. Youzhny - I. Kafelnikov \| 6 \| 3 \| 4 \| 3 \| \| \| \| \| \| \| \| \| \| \| \| 4 \| \| Mariano Zabaleta \| 6 \| 6 \| \| \| \| \| 4 \| \| Mikhail Youzhny \| 1 \| 4 \| \| \| \| \| \| \| \| \| \| \| \| \| \| 5 \| \| Gastón Gaudio \| 7 \| 6 \| \| \| \| \| 5 \| \| Nikolay Davydenko \| 64 \| 3 \| \| \| \| \| \| \| \| \| \| \| \| \| |           |                               |    |   |        |   |  |
| 1 |           | David Nalbandian              | 6  | 6 | 7      |   |  |
| 1 |           | Nikolay Davydenko             | 2  | 2 | 5      |   |  |
| 2 |           | Gastón Gaudio                 | 6  | 6 | 6      |   |  |
| 2 |           | Ievgueni Kafelnikov           | 4  | 0 | 2      |   |  |
| 3 |           | L. Arnold Ker - D. Nalbandian | 3  | 6 | 6      | 6 |  |
| 3 |           | M. Youzhny - I. Kafelnikov    | 6  | 3 | 4      | 3 |  |
| |           |                               |    |   |        |   |  |
| 4 |           | Mariano Zabaleta              | 6  | 6 |        |   |  |
| 4 |           | Mikhail Youzhny               | 1  | 4 |        |   |  |
| |           |                               |    |   |        |   |  |
| 5 |           | Gastón Gaudio                 | 7  | 6 |        |   |  |
| 5 |           | Nikolay Davydenko             | 64 | 3 |        |   |  |
| |           |                               |    |   |        |   |  |

| 1 |  | David Nalbandian              | 6  | 6 | 7 |   |  |
| 1 |  | Nikolay Davydenko             | 2  | 2 | 5 |   |  |
| 2 |  | Gastón Gaudio                 | 6  | 6 | 6 |   |  |
| 2 |  | Ievgueni Kafelnikov           | 4  | 0 | 2 |   |  |
| 3 |  | L. Arnold Ker - D. Nalbandian | 3  | 6 | 6 | 6 |  |
| 3 |  | M. Youzhny - I. Kafelnikov    | 6  | 3 | 4 | 3 |  |
|   |  |                               |    |   |   |   |  |
| 4 |  | Mariano Zabaleta              | 6  | 6 |   |   |  |
| 4 |  | Mikhail Youzhny               | 1  | 4 |   |   |  |
|   |  |                               |    |   |   |   |  |
| 5 |  | Gastón Gaudio                 | 7  | 6 |   |   |  |
| 5 |  | Nikolay Davydenko             | 64 | 3 |   |   |  |
|   |  |                               |    |   |   |   |  |

##### Demi-finales
| | Suisse | 2                           | - | 3   | Australie |   |   |
| --- | ------ | --------------------------- | - | --- | --------- | - | - |
| Rod Laver Arena, Melbourne, Australie |        |                             |   |     |           |   |   |
| du 19 au 21 septembre 2003 sur dur (ext.) |        |                             |   |     |           |   |   |
| \| 1 \| \| Michel Kratochvil \| 4 \| 4 \| 1 \| \| \| \| 1 \| \| Lleyton Hewitt \| 6 \| 6 \| 6 \| \| \| \| 2 \| \| Roger Federer \| 6 \| 6 \| 7 \| \| \| \| 2 \| \| Mark Philippoussis \| 4 \| 3 \| 63 \| \| \| \| 3 \| \| Roger Federer - Marc Rosset \| 6 \| 65 \| 7 \| 4 \| 4 \| \| 3 \| \| W. Arthurs - T. Woodbridge \| 4 \| 7 \| 5 \| 6 \| 6 \| \| \| \| \| \| \| \| \| \| \| 4 \| \| Roger Federer \| 7 \| 6 \| 64 \| 5 \| 1 \| \| 4 \| \| Lleyton Hewitt \| 5 \| 2 \| 7 \| 7 \| 6 \| \| \| \| \| \| \| \| \| \| \| 5 \| \| Michel Kratochvil \| 6 \| \| \| \| \| \| 5 \| \| Todd Woodbridge \| 4 \| ab. \| \| \| \| \| \| \| \| \| \| \| \| \| |        |                             |   |     |           |   |   |
| 1 |        | Michel Kratochvil           | 4 | 4   | 1         |   |   |
| 1 |        | Lleyton Hewitt              | 6 | 6   | 6         |   |   |
| 2 |        | Roger Federer               | 6 | 6   | 7         |   |   |
| 2 |        | Mark Philippoussis          | 4 | 3   | 63        |   |   |
| 3 |        | Roger Federer - Marc Rosset | 6 | 65  | 7         | 4 | 4 |
| 3 |        | W. Arthurs - T. Woodbridge  | 4 | 7   | 5         | 6 | 6 |
| |        |                             |   |     |           |   |   |
| 4 |        | Roger Federer               | 7 | 6   | 64        | 5 | 1 |
| 4 |        | Lleyton Hewitt              | 5 | 2   | 7         | 7 | 6 |
| |        |                             |   |     |           |   |   |
| 5 |        | Michel Kratochvil           | 6 |     |           |   |   |
| 5 |        | Todd Woodbridge             | 4 | ab. |           |   |   |
| |        |                             |   |     |           |   |   |

| 1 |  | Michel Kratochvil           | 4 | 4   | 1  |   |   |
| 1 |  | Lleyton Hewitt              | 6 | 6   | 6  |   |   |
| 2 |  | Roger Federer               | 6 | 6   | 7  |   |   |
| 2 |  | Mark Philippoussis          | 4 | 3   | 63 |   |   |
| 3 |  | Roger Federer - Marc Rosset | 6 | 65  | 7  | 4 | 4 |
| 3 |  | W. Arthurs - T. Woodbridge  | 4 | 7   | 5  | 6 | 6 |
|   |  |                             |   |     |    |   |   |
| 4 |  | Roger Federer               | 7 | 6   | 64 | 5 | 1 |
| 4 |  | Lleyton Hewitt              | 5 | 2   | 7  | 7 | 6 |
|   |  |                             |   |     |    |   |   |
| 5 |  | Michel Kratochvil           | 6 |     |    |   |   |
| 5 |  | Todd Woodbridge             | 4 | ab. |    |   |   |
|   |  |                             |   |     |    |   |   |

| | Espagne | 3                            | - | 2 | Argentine |   |   |
| --- | ------- | ---------------------------- | - | - | --------- | - | - |
| Palacio de Deportes José María Martín Carpena, Malaga, Espagne |         |                              |   |   |           |   |   |
| du 19 au 21 septembre 2003 sur terre battue (ext.) |         |                              |   |   |           |   |   |
| \| 1 \| \| Juan Carlos Ferrero \| 6 \| 6 \| 6 \| \| \| \| 1 \| \| Gastón Gaudio \| 4 \| 0 \| 0 \| \| \| \| 2 \| \| Carlos Moyà \| 5 \| 2 \| 6 \| 6 \| 6 \| \| 2 \| \| Mariano Zabaleta \| 7 \| 6 \| 2 \| 0 \| 1 \| \| 3 \| \| Albert Costa - Àlex Corretja \| 3 \| 6 \| 4 \| 2 \| \| \| 3 \| \| L. Arnold Ker - A. Calleri \| 6 \| 1 \| 6 \| 6 \| \| \| \| \| \| \| \| \| \| \| \| 4 \| \| Juan Carlos Ferrero \| 4 \| 5 \| 1 \| \| \| \| 4 \| \| Agustín Calleri \| 6 \| 7 \| 6 \| \| \| \| \| \| \| \| \| \| \| \| \| 5 \| \| Carlos Moyà \| 6 \| 6 \| 6 \| \| \| \| 5 \| \| Gastón Gaudio \| 1 \| 4 \| 2 \| \| \| \| \| \| \| \| \| \| \| \| |         |                              |   |   |           |   |   |
| 1 |         | Juan Carlos Ferrero          | 6 | 6 | 6         |   |   |
| 1 |         | Gastón Gaudio                | 4 | 0 | 0         |   |   |
| 2 |         | Carlos Moyà                  | 5 | 2 | 6         | 6 | 6 |
| 2 |         | Mariano Zabaleta             | 7 | 6 | 2         | 0 | 1 |
| 3 |         | Albert Costa - Àlex Corretja | 3 | 6 | 4         | 2 |   |
| 3 |         | L. Arnold Ker - A. Calleri   | 6 | 1 | 6         | 6 |   |
| |         |                              |   |   |           |   |   |
| 4 |         | Juan Carlos Ferrero          | 4 | 5 | 1         |   |   |
| 4 |         | Agustín Calleri              | 6 | 7 | 6         |   |   |
| |         |                              |   |   |           |   |   |
| 5 |         | Carlos Moyà                  | 6 | 6 | 6         |   |   |
| 5 |         | Gastón Gaudio                | 1 | 4 | 2         |   |   |
| |         |                              |   |   |           |   |   |

| 1 |  | Juan Carlos Ferrero          | 6 | 6 | 6 |   |   |
| 1 |  | Gastón Gaudio                | 4 | 0 | 0 |   |   |
| 2 |  | Carlos Moyà                  | 5 | 2 | 6 | 6 | 6 |
| 2 |  | Mariano Zabaleta             | 7 | 6 | 2 | 0 | 1 |
| 3 |  | Albert Costa - Àlex Corretja | 3 | 6 | 4 | 2 |   |
| 3 |  | L. Arnold Ker - A. Calleri   | 6 | 1 | 6 | 6 |   |
|   |  |                              |   |   |   |   |   |
| 4 |  | Juan Carlos Ferrero          | 4 | 5 | 1 |   |   |
| 4 |  | Agustín Calleri              | 6 | 7 | 6 |   |   |
|   |  |                              |   |   |   |   |   |
| 5 |  | Carlos Moyà                  | 6 | 6 | 6 |   |   |
| 5 |  | Gastón Gaudio                | 1 | 4 | 2 |   |   |
|   |  |                              |   |   |   |   |   |

##### Finale
La finale de la Coupe Davis 2003 se joue entre l'Australie et l'Espagne.
| | Australie | 3                               | -    | 1 | Espagne |    |   |
| --- | --------- | ------------------------------- | ---- | - | ------- | -- | - |
| Rod Laver Arena, Melbourne, Australie |           |                                 |      |   |         |    |   |
| du 28 au 30 novembre 2003 sur gazon (ext.) |           |                                 |      |   |         |    |   |
| \| 1 \| \| Lleyton Hewitt \| 3 \| 6 \| 3 \| 7 \| 6 \| \| 1 \| \| Juan Carlos Ferrero \| 6 \| 3 \| 6 \| 60 \| 2 \| \| 2 \| \| Mark Philippoussis \| 4 \| 4 \| 6 \| 64 \| \| \| 2 \| \| Carlos Moyà \| 6 \| 6 \| 4 \| 7 \| \| \| 3 \| \| W. Arthurs - T. Woodbridge \| 6 \| 6 \| 6 \| \| \| \| 3 \| \| Àlex Corretja - Feliciano López \| 3 \| 1 \| 3 \| \| \| \| \| \| \| \| \| \| \| \| \| 4 \| \| Mark Philippoussis \| 7 \| 6 \| 1 \| 2 \| 6 \| \| 4 \| \| Juan Carlos Ferrero \| 5 \| 3 \| 6 \| 6 \| 0 \| \| \| \| \| \| \| \| \| \| \| 5 \| \| Lleyton Hewitt \| Non \| \| \| \| \| \| 5 \| \| Carlos Moyà \| joué \| \| \| \| \| \| \| \| \| \| \| \| \| \| |           |                                 |      |   |         |    |   |
| 1 |           | Lleyton Hewitt                  | 3    | 6 | 3       | 7  | 6 |
| 1 |           | Juan Carlos Ferrero             | 6    | 3 | 6       | 60 | 2 |
| 2 |           | Mark Philippoussis              | 4    | 4 | 6       | 64 |   |
| 2 |           | Carlos Moyà                     | 6    | 6 | 4       | 7  |   |
| 3 |           | W. Arthurs - T. Woodbridge      | 6    | 6 | 6       |    |   |
| 3 |           | Àlex Corretja - Feliciano López | 3    | 1 | 3       |    |   |
| |           |                                 |      |   |         |    |   |
| 4 |           | Mark Philippoussis              | 7    | 6 | 1       | 2  | 6 |
| 4 |           | Juan Carlos Ferrero             | 5    | 3 | 6       | 6  | 0 |
| |           |                                 |      |   |         |    |   |
| 5 |           | Lleyton Hewitt                  | Non  |   |         |    |   |
| 5 |           | Carlos Moyà                     | joué |   |         |    |   |
| |           |                                 |      |   |         |    |   |

### Barrages

#### Résumé
Les barrages voient s'affronter les nations ayant perdu au 1er tour du "Groupe Mondial" (GM) face aux vainqueurs des "Groupe I". Les nations victorieuses sont qualifiées pour le groupe mondial 2004. Les nations vaincues participent au "Groupe I" de leur zone géographique. Les barrages se déroulent en même temps que les demi-finales : du 19 au 21 septembre.
| Lieu        | Surface             | Hôtes          | Score | Visiteurs            |
| ----------- | ------------------- | -------------- | ----- | -------------------- |
| Pörtschach  | terre battue (ext.) | Autriche       | 3 - 2 | Belgique (GM)        |
| Calgary     | moquette (int.)     | Canada         | 3 - 2 | Brésil (GM)          |
| Bangkok*    | dur (int.)          | Thaïlande      | 1 - 4 | Tchéquie (GM)        |
| Sundern*    | terre battue (ext.) | Allemagne (GM) | 2 - 3 | Biélorussie          |
| Casablanca* | terre battue (ext.) | Maroc          | 3 - 2 | Grande-Bretagne (GM) |
| Zwolle      | dur (int.)          | Pays-Bas (GM)  | 5 - 0 | Inde                 |
| Quito*      | terre battue (ext.) | Équateur       | 2 - 3 | Roumanie (GM)        |
| Bratislava  | terre battue (ext.) | Slovaquie      | 2 - 3 | États-Unis (GM)      |

* les équipes qui se rencontrent pour la 1re fois dans l'histoire de la compétition tirent au sort la nation qui reçoit.